# Ruta
Ruta L. è un genere di piante della famiglia delle Rutacee
Comprende una decina di specie, fra cui la più nota è la ruta comune, Ruta graveolens.

## Descrizione
Si tratta di arbusti sempreverdi fortemente aromatici, che crescono fra i 20 e i 60 cm in altezza. 
Le foglie sono bipennate o tripennate, coriacee, di un verde tendente al bluastro. 
I fiori sono gialli, con 4/5 petali e un centimetro in diametro.

## Tassonomia
Comprende le seguenti specie:
- Ruta angustifolia Pers.
- Ruta chalepensis L.
- Ruta corsica DC.
- Ruta graveolens L.
- Ruta lamarmorae Bacch., Brullo & Giusso
- Ruta lindsayi Turrill
- Ruta microcarpa Svent.
- Ruta montana (L.) L.
- Ruta oreojasme Webb
- Ruta pinnata L.f.